# 比奇芒廷鎮區 (北卡羅萊納州埃弗里縣)
比奇芒廷鎮區（英語：Beach Mountain Township）是位於美國北卡羅萊納州埃弗里縣的一個鎮區。

## 地方資料
比奇芒廷鎮區的面積為34.70平方千米，當中陸地面積為34.67平方千米，而水域面積為0.03平方千米。根據2020年美國人口普查的數據，當地共有人口664人，而人口密度為每平方千米19.14人。